# Escuela Náutica de Calanova

Contraseña de la provincia marítima de Mallorca a la que pertenece.

La escuela náutica de Calanova es un puerto deportivo situado a 4 km de la ciudad de Palma de Mallorca (España). Es uno de los centros más importantes del deporte náutico y sede de celebración de importantes regatas.

## Descripción
La dársena de la Escuela Náutica de Calanova está constituida por un dique de abrigo de 290 m de largo y 15 m de ancho y por un contradique de 100 m de largo y 7 m de ancho. Adosados al lado abrigado de ambos diques se encuentran sendos muelles, de 225 m y 76 m de longitud respectivamente, aptos para el amarre de embarcaciones. El resto de los puntos de amarre se reparten entre cuatro pantalanes de hormigón armado de longitudes que oscilan entre los 70 y los 80 m. En total el puerto dispone de 214 puntos de amarre para embarcaciones con esloras de hasta 16 m. En la zona de tierra, que ocupa una superficie de 0,2 ha., el puerto dispone de numerosos servicios técnicos y de recreo. Los accesos al puerto son rápidos y cómodos desde la Autovía de Poniente, Ma-1, y desde la carretera de Palma a Andrach, Ma-1C.